# Henschia hordei
Henschia hordei är en insektsart som beskrevs av Alexander Fyodorovich Emeljanov 1964. Henschia hordei ingår i släktet Henschia och familjen dvärgstritar. Inga underarter finns listade i Catalogue of Life.